# Héctor Alejandro Vasco
Héctor Alejandro Vasco Osorio (Medellín, Antioquia, Colombia; 5 de marzo de 1982) es un exfutbolista colombiano. Jugaba de volante y su último equipo fue Trujillanos de Venezuela. 

## Clubes
| Club                   | País      | Año         |
| ---------------------- | --------- | ----------- |
| Independiente Medellín | Colombia  | 2001 - 2004 |
| Fénix                  | Uruguay   | 2004        |
| Independiente Medellín | Colombia  | 2004 - 2008 |
| Guaros                 | Venezuela | 2008        |
| Independiente Medellín | Colombia  | 2008 - 2009 |
| Monagas                | Venezuela | 2009 - 2010 |
| Independiente Medellín | Colombia  | 2010 - 2011 |
| Trujillanos            | Venezuela | 2011 - 2012 |